# Yoika De Pauw
Yoika De Pauw (10 oktober 1995) is een Belgische atlete, die gespecialiseerd is in het kogelstoten en de meerkamp. Zij veroverde drie Belgische titels.

## Loopbaan
De Pauw was in de jeugd actief als meerkampster. Na een blessure in 2015 beperkte zich enkele seizoenen tot het kogelstoten. Begin 2017 hervatte met een zilveren medaille op de  Belgische indoorkampioenschappen vijfkamp. In het kogelstoten behaalde ze in 2018 een eerste Belgische indoortitel.
De Pauw was aangesloten bij Atletiek Vereniging Lokeren en stapte over naar Standaard Ajax (STAX).

## Belgische kampioenschappen
Outdoor
| Onderdeel   | Jaar |
| ----------- | ---- |
| kogelstoten | 2018 |
| zevenkamp   | 2018 |

Indoor
| Onderdeel   | Jaar |
| ----------- | ---- |
| kogelstoten | 2018 |

## Persoonlijke records
Outdoor
| Onderdeel    | Prestatie | Wind (m/s) | Datum              | Plaats   |
| ------------ | --------- | ---------- | ------------------ | -------- |
| 200 m        | 26,31 s   | +0,9       | 2 augustus 2014    | Dilbeek  |
| 800 m        | 2.25,95   |            | 17 juni 2018       | Ratingen |
| 100 m horden | 14,38 s   | +0,4       | 17 mei 2014        | Gent     |
| hoogspringen | 1,73 m    |            | 29 juli 2017       | Dilbeek  |
| verspringen  | 5,65 m    | +2,0       | 15 juli 2017       | Ninove   |
| kogelstoten  | 14,40 m   |            | 27 juli 2014       | Brussel  |
| speerwerpen  | 43,94 m   |            | 8 juli 2018        | Brussel  |
| zevenkamp    | 5387 p    |            | 16 en 17 juni 2018 | Ratingen |

Indoor
| Onderdeel    | Prestatie | Datum           | Plaats |
| ------------ | --------- | --------------- | ------ |
| 800 m        | 2.30,80   | 3 februari 2019 | Gent   |
| 60 m horden  | 9,01 s    | 4 februari 2018 | Gent   |
| hoogspringen | 1,70 m    | 3 februari 2019 | Gent   |
| verspringen  | 5,63 m    | 12 januari 2019 | Gent   |
| kogelstoten  | 13,88 m   | 3 februari 2019 | Gent   |
| vijfkamp     | 3893 p    | 3 februari 2019 | Gent   |

## Palmares

### kogelstoten
- 2014:  BK AC – 14,40 m
- 2016:  BK AC – 12,97 m
- 2017:  BK indoor AC - 13,65 m
- 2017:  BK AC – 13,48 m
- 2018:  BK indoor AC - 13,71 m
- 2018:  BK AC – 13,47 m
- 2019:  BK indoor AC - 13,99 m
- 2019:  BK AC – 13,94 m

### speerwerpen
- 2017:  BK AC – 42,68 m
- 2018:  BK AC – 43,49 m
- 2019:  BK AC – 43,79 m

### zevenkamp
- 2017: 8e Meerkampmeeting in Ratingen – 5285 p
- 2018:  BK AC – 5218 p

### vijfkamp
- 2017:  BK indoor – 3768 p
- 2018:  BK indoor – 3835 p
- 2019:  BK indoor – 3893 p